# Gustaf Edelstam
Gustaf Edelstam, ursprungligen Fahlander, född den 21 mars 1764 på Björknäs glasbruk på Värmdö i Uppland, död den 14 augusti 1825 på Edelvik i Burträsks socken, Västerbottens län, var en svensk militär och ämbetsman.

## Biografi

### Tidig karriär
Edelstam blev fänrik vid Åbo läns regemente 1783, löjtnant vid Kuopio lätta infanteribataljon 1788 och deltog, som tillförordnad kapten vid Karelska jägarkåren, i Gustav III:s ryska krig samt utnämndes 1793 till kapten och 1795 till major vid Österbottens regemente samt 1796 till chef för Kajana bataljon och överstelöjtnant i armén. Åren 1804–1805 var han tillförordnad landshövding i Uleåborgs län.

### Finska kriget
Vid krigsutbrottet 1808 återtog han befälet över Kajana bataljon, vilken tillhörde Sandels brigad. Den 2 maj samma år utmärkte han sig för mycken tapperhet i striden vid Pulkkila och befordrades till överste i armén, varefter han den 30 maj vid Koivisto tog en stor rysk förrådstransport. Han verkställde i juni, hotad av en överlägsen fiende, det berömda återtåget från Kivisalmi till Henriksnäs. I slaget vid Virta bro den 27 oktober var han Sandels närmaste man, och som sådan fick han uppdrag att låta trupperna rycka ut mot de anstormande ryssarna. När Sandels vid slutet av 1808 lämnade Finland, mottog Edelstam befälet över brigaden. Även i västra rikshalvan, bland annat vid Hörnefors 1809, deltog han i några strider mot de framträngande ryssarna och utnämndes kort därefter till riddare av Svärdsordens stora kors. Sistnämnda år blev han adlad och antog då namnet Edelstam. 

### Senare karriär
Åren 1811–1817 var han landshövding i Västerbottens län. Under namnet Fahlander ("den tappre Fahlander") nämns Edelstam med utmärkelse av Runeberg i Fänrik Ståls sägner. De sista åren (1817–1825) tillbringade Edelstam på sin egendom Edelvik i Burträsk.

## Familj
Gustaf Edelstam var son till direktören vid Björknäs glasbruk Per Fahlander (1719–1796) och hans hustru Anna Christina Engström (1746–1772).
Gustaf Edelstam var gift med Carolina Holmström (1774–1861), dotter till överstelöjtnant Fredrik Holmström och Anna Helena Carlberg. De fick 10 barn, bland dem märks lagmannen Fabian Edelstam. En dotter var gift med Erik Anders Rosenius och en annan med Isak Grape.

## Utmärkelser
- Riddare av Svärdsorden, 1797.[1]
- Riddare av andra klassen av Svärdsorden med stora korset, 1809.